# Christina Casanova
Christina Casanova (* 1959 in Chur) ist eine Schweizer Psychotherapeutin und Schriftstellerin.

## Leben und Wirken
Christina Casanova studierte Psychologie und Soziologie und ist als Psychotherapeutin in Chur und  war als Dozentin am Institut für Körperzentrierte Psychotherapie (IKP) in Zürich tätig. Seit 2010 veröffentlicht sie Kriminalromane und Kurzgeschichten in Anthologien.
Unter dem Pseudonym C.K. Miller veröffentlicht sie 2013 und 2014 zusammen mit der Schriftstellerin und Verlegerin Katarina Madovčik eine Reihe von Kriminalromanen mit dem fiktiven Zürcher Ermittler Carlo Pfister.
Sie ist Mitinitiatorin der Langen Nacht der Psychologie, die erstmals im Juni 2015 in Chur stattgefunden hat.

## Veröffentlichungen
- Christina Casanova: Die Naht. KaMeRu Verlag, Zürich 2010, ISBN 978-3-906739-55-7.
- Christina Casanova: Die Entscheidung. KaMeRu Verlag, Zürich 2011, ISBN 3906739759.
- Christina Casanova: Der Bund. KaMeRu Verlag, Zürich 2011, ISBN 978-3-906739-77-9.
- C. K. Miller: Das Lächeln der Pandora. KaMeRu Verlag, Zürich 2013, ISBN 978-3-906739-93-9.
- C. K. Miller: Der letzte Satz der Wahrheit. KaMeRu Verlag, Zürich 2014, ISBN 978-3-906082-20-2.